# Laidleria gracilis
La laidleria (Laidleria gracilis) è un anfibio estinto appartenente ai temnospondili. Visse nel Triassico medio (circa 247 - 240 milioni di anni fa) e i suoi resti fossili sono stati ritrovati in Sudafrica.

## Descrizione
Lungo tra i 30 e i 40 centimetri, questo animale possedeva un cranio eccezionalmente piatto, che visto da sopra assomigliava a un triangolo equilatero. I denti erano aguzzi ed erano presenti vere e proprie zanne sulla mandibola. Il corpo era molto largo e piuttosto piatto, ricoperto da una serie notevole di scudi posti l'uno accanto all'altro, a formare una sorta di carapace simile a quello delle tartarughe odierne. Questa corazza, con tutta probabilità, poteva essere di aiuto all'animale per difendersi dai predatori come il terapside Cynognathus, rinvenuto negli stessi luoghi.

## Classificazione
La laidleria è stata considerata uno dei più primitivi fra i plagiosauroidi, un gruppo di anfibi estinti estremamente adattato alla vita acquatica. Questo animale, tuttavia, era ancora sprovvisto di adattamenti estremi, ed è possibile che parte del suo tempo lo passasse sulla terraferma.
Ricerche più recenti (Dias da Silva e Marsicano, 2011) hanno determinato che Laidleria era un rappresentante dei ritidosteidi, un gruppo diversificato di temnospondili tipici del Triassico, dalle caratteristiche intermedie tra i trematosauri e i brachiopoidi. Il suo più stretto parente potrebbe essere l'antico Trucheosaurus del Permiano.